# Entity – Es gibt kein Entrinnen vor dem Unsichtbaren, das uns verfolgt
Entity – Es gibt kein Entrinnen vor dem Unsichtbaren, das uns verfolgt (Originaltitel: The Entity) ist ein US-amerikanischer Mystery-Horrorfilm aus dem Jahr 1982 unter der Regie von Sidney J. Furie mit Barbara Hershey in der Hauptrolle. Der Film handelt von einer alleinerziehenden Mutter, die von einem unsichtbaren, poltergeistähnlichen Wesen vergewaltigt und gequält wird. Das Drehbuch basiert auf dem Roman The Entity von Frank De Felitta (1978), der vom realen Fall der Doris Bither inspiriert wurde, die behauptete, von einem unsichtbaren Angreifer mehrfach sexuell misshandelt worden zu sein. Neben paranormalen Elementen behandelt der Film Themen wie sexuelle Opfererfahrung und die Familiendynamik alleinerziehender Frauen.

## Handlung
Carla wird eines Nachts von einem unsichtbaren Wesen in ihrem Schlafzimmer angegriffen, brutal misshandelt, durch die Luft geschleudert und vergewaltigt. Diese Attacke wiederholt sich mehrfach. Die Natur des Wesens bleibt unklar, es wird als nichtmenschlich beschrieben. Anfangs glaubt niemand Carlas Schilderungen, doch schließlich zeigen Wissenschaftler Interesse und beginnen mit der Untersuchung des Phänomens. Über das persönliche Drama hinaus wird ein Konflikt zwischen Psychiater und einem Team von Parapsychologen ausgelöst.

## Entstehung
Die Dreharbeiten fanden im Frühjahr 1980 in Los Angeles und El Segundo statt.
Das Budget betrug 9 Millionen US-Dollar.

## Veröffentlichung
Obwohl der Film bereits 1981 fertiggestellt war, erschien er erst im Herbst 1982 im Vereinigten Königreich und im Februar 1983 in den USA.
Er spielte 13 Millionen US-Dollar ein.
Bei seiner Veröffentlichung sorgte der Film wegen der expliziten Darstellung sexueller Gewalt für Kontroversen, insbesondere bei Frauenrechtsgruppen.

## Kritik
Der Film erhielt insgesamt moderate positive Bewertungen und ist auch heute weiterhin anerkannt. Kritiker lobten insbesondere Barbara Hersheys Darstellung.
Der Filmdienst beschrieb Entity als dilettantischen, mit plumpen Schockeffekten langweilenden Film, der weder Spannung biete noch Einsichten in parapsychologische Phänomene vermittle.
Die Kritik von Jacko Kunze auf Moviebreak bewertet The Entity mit 4 von 10 Punkten. Der Film beginne vielversprechend und zeige handwerklich solide Ansätze, insbesondere durch das Hauptdarstellerduo. Allerdings lasse er sein psychologisch interessantes Potenzial weitgehend ungenutzt. Statt eine ambivalente Geschichte zwischen Trauma, Wahn und Realität konsequent zu entwickeln, verharre der Film letztlich im vorhersehbaren paranormalen Horror. Die zunächst angelegte psychologische Tiefe werde zugunsten konventioneller Gruseleffekte aufgegeben. Der Umgang mit dem sensiblen Thema sexueller Gewalt wird als fragwürdig und potenziell bagatellisierend kritisiert, insbesondere angesichts des Bezugs auf reale Ereignisse.